# Schloss Retzhof

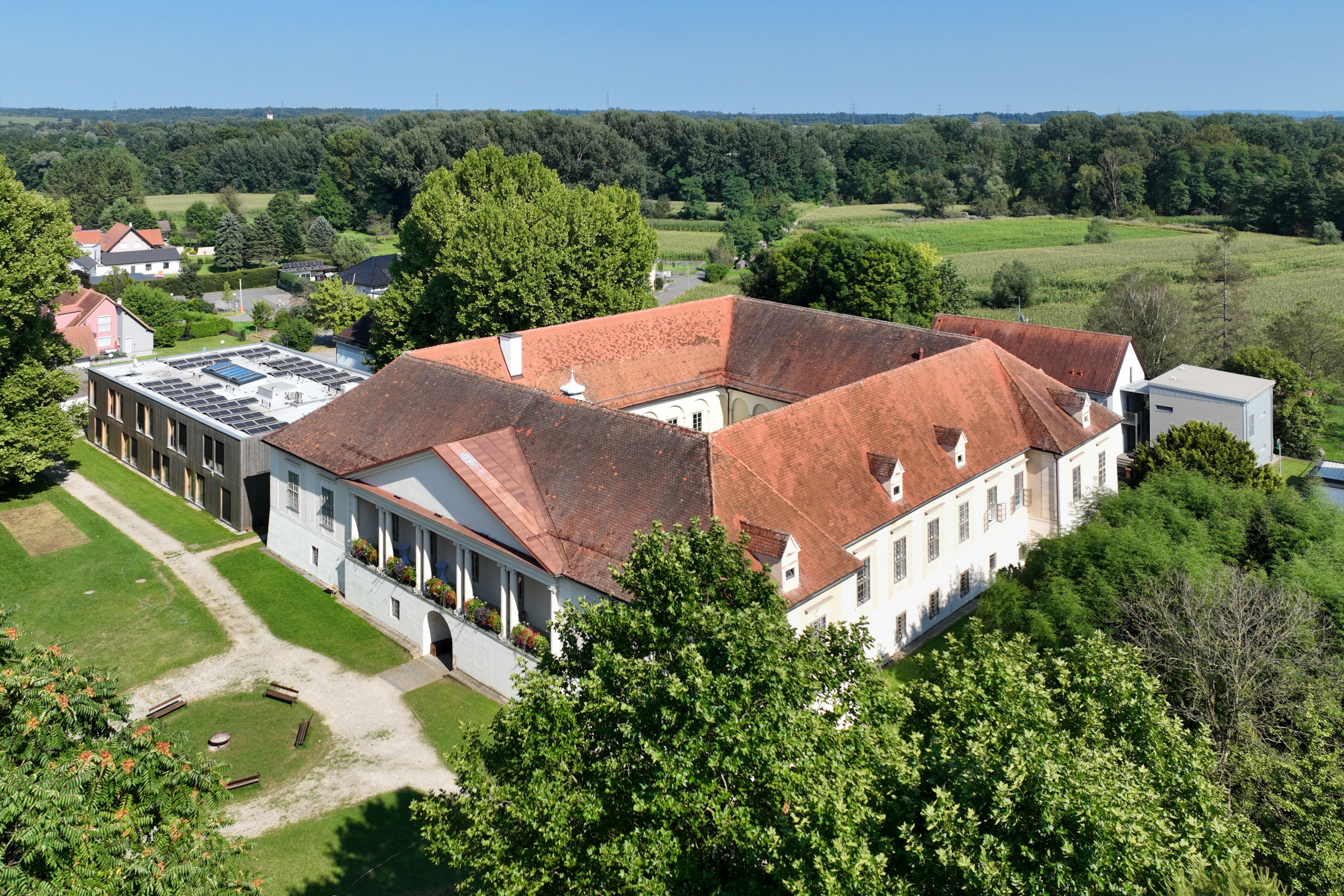
Schloss Retzhof

Das Schloss Retzhof liegt auf dem Gebiet der Gemeinde Wagna im Bezirk Leibnitz in der Steiermark.

## Geschichte
Ein ehemaliger Hof zu Leutarn (Leitring) wurde im Jahr 1318 vom Salzburger Erzbischof an seinen Dienstmann Guntherus de Leytarn als Lehen übergeben. Der eigentliche Retzhof befand sich jedoch nicht am Standort des heute bestehenden Schlosses. 1432 gelangten die Aflenzer in den Besitz des Hofes, bevor die Retzer, Untertanen der Herren von Graz und der Trennsteiner, ab der Mitte des 15. Jahrhunderts das Lehen erhielten. Im Jahr 1569 wurde der Hof an einen Proviantmeister namens Michael Hueber verkauft. Schon 1595 verkaufte der erste Lehensherr, der Salzburger Fürstbischof Wolf Dietrich von Raitenau den Retzhof an das Bistum Seckau. Nachdem ihn Bischof Martin Brenner, ein Gegenreformator, als Alterssitz verwendet hatte, wurde er in weiterer Folge von rasch wechselnden Verwaltern geführt. Von 1911 bis Kriegsende 1945 war das Schloss im Besitz des Offiziers, Turnierreiters und NS-Funktionärs Robert Knapp. Im Zweiten Weltkrieg fand Schloss Retzhof Verwendung als Gebietsführerschule der Deutschen Jugend. Momentaner Eigentümer des Schlosses ist das Land Steiermark, das es als Volksbildungshaus nutzt. Es finden zahlreiche Veranstaltungen statt, wie unter anderem der Retzhofer Dramapreis, der von uniT ausgeschrieben wird, und für den das Schloss Retzhof als Ort zum Namensbestandteil wurde.

## Architektur
Beim Schloss Retzhof, das östlich von Leibnitz nahe dem alten Murufer liegt, handelt es sich um eine symmetrische Vier-Flügel-Anlage, die um einen rechteckigen Innenhof ausgerichtet ist. Im Osten des Gebäudekomplexes befindet sich ein Nebenhof mit drei Flügeln. Die Ecken des Bauwerks sind durch Risalite betont. Besonders auffallend ist der Risalit im Westen auf einer barocken Mittelsäule über dem Untergeschoß. Die Laubengänge stammen aus dem 17. und das Treppenhaus sowie die Kapelle aus dem frühen 18. Jahrhundert. Die offene, durch einen Giebel gekrönte klassizistische Säulenhalle wurde im 19. Jahrhundert errichtet. Im Nordeck finden sich die Überreste eines sehr massiven Turms. Beim Bau des Schlosses wurden viele Steine aus der Römersiedlung Flavia Solva verwendet.

## Bildergalerie

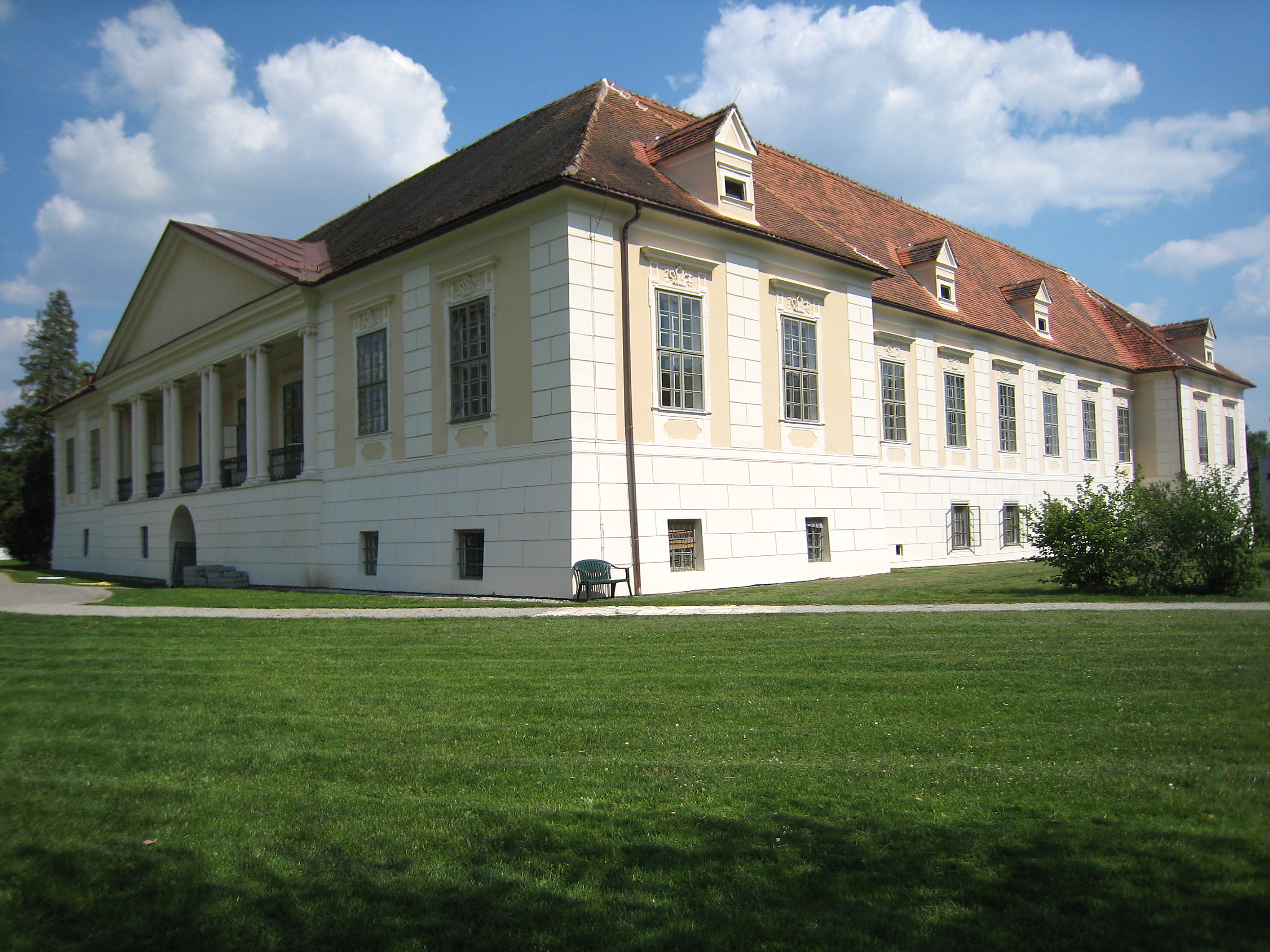
Westansicht des Schlosses (2007)
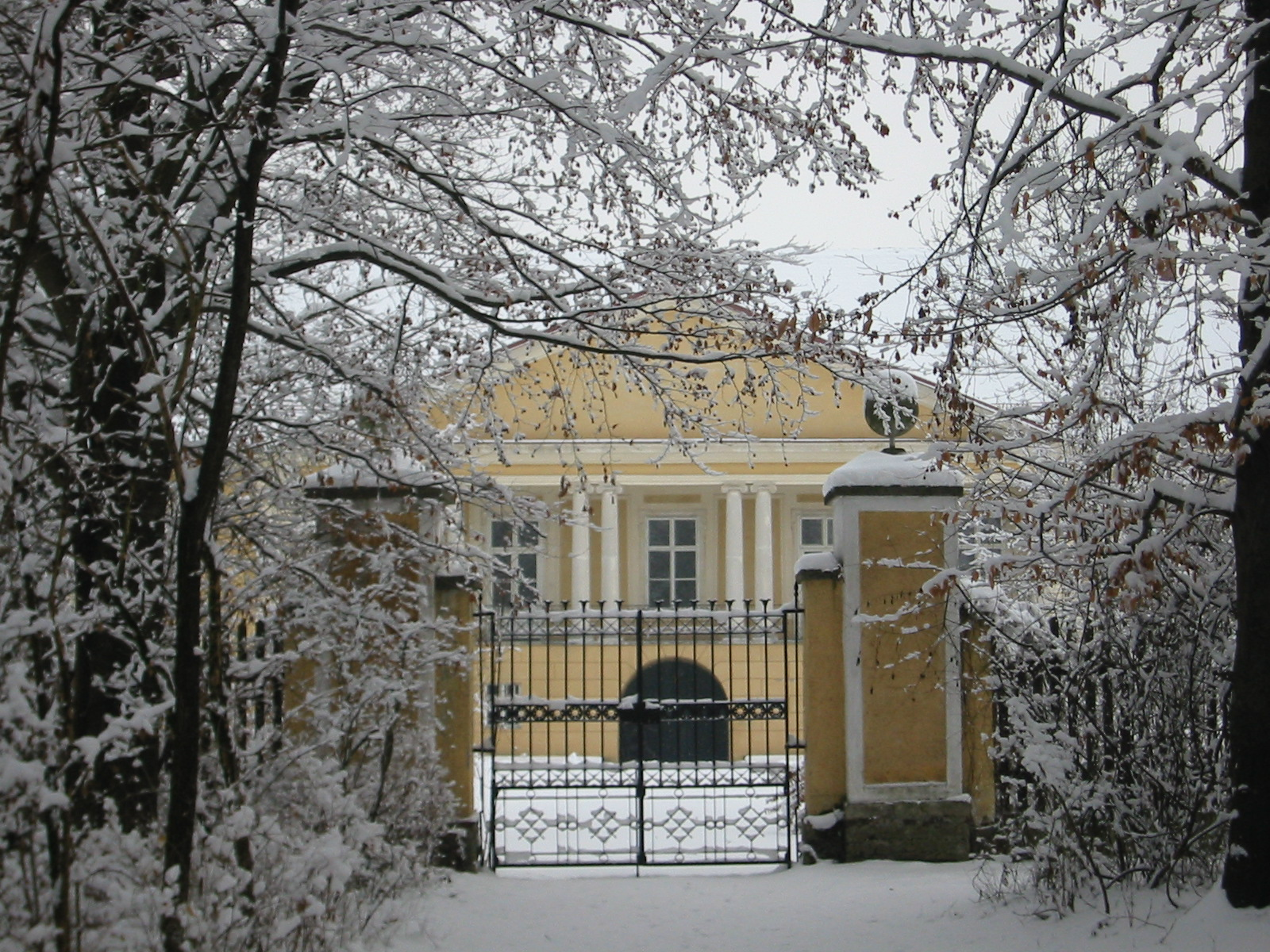
Schloss Retzhof im Winter
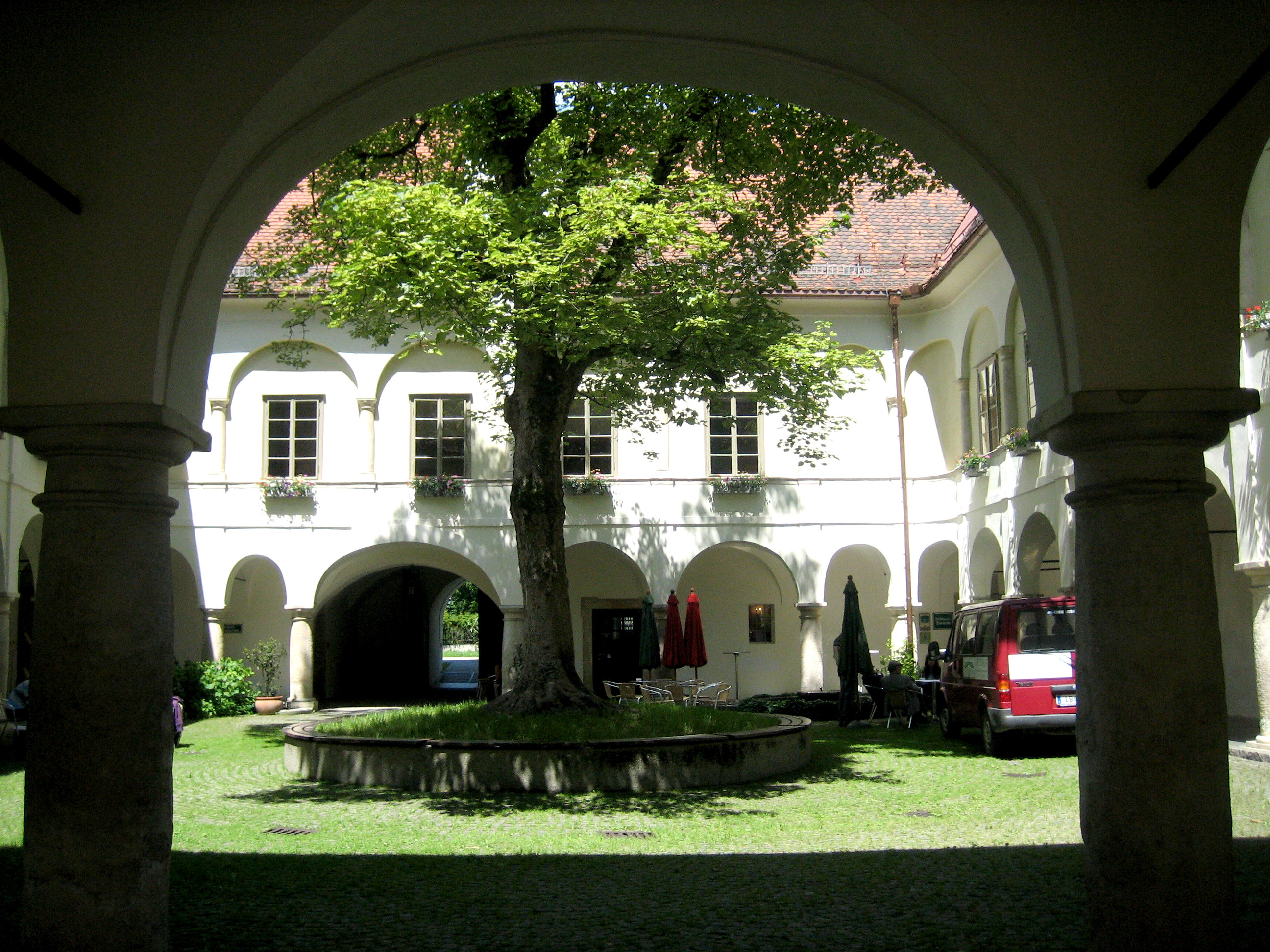
Innenhof des Schlosses